# Norwegischer Strom

Nordatlantikstrom (rot) und Norwegenstrom (orange)

Meeresströmungen in der Nordsee

Der Norwegische Strom ist eine Meeresströmung, die aus der Nordsee in das Europäische Nordmeer und in die Barentssee fließt. Die Strömung ist der letzte Teil der durch den Golfstrom ausgelösten und durch den Nordatlantikstrom fortgesetzten Wasserbewegung. Der Norwegische Strom bringt relativ warmes, salzreiches Wasser in arktische Regionen.
Der Strom beginnt im Skagerrak und speist sich aus Ostseewasser und Nordseewasser, das über den Jütlandstrom in den Skagerrak gebracht wird. Während er, größtenteils durch die Norwegische Rinne und über das norwegische Küstenschelf, an der norwegischen Küste entlang nach Norden fließt, strömt Süßwasser aus den norwegischen Flüssen, und warmes, salzreiches Nordseewasser, das aus dem Nordatlantischen Strom hinzukommt, hinein. Der Strom wird im Westen durch eine entgegengesetzte Strömung nordatlantisches Wassers in die Nordsee hinein begrenzt. Dadurch entstehen Wirbel, die weit größer sind als in den meisten Küstenströmungen.
Der Strom fließt meist in 50 bis 100 Meter Tiefe. Er hat eine stark wechselnde Fließgeschwindigkeit, die je nach Messung von 5 Zentimeter/Sekunde bis zu 1 Meter/Sekunde reichen kann, Ozeanographen schätzen eine Gesamtgeschwindigkeit der Strömung von 0,3 bis 0,5 Meter/Sekunde. Im Vergleich zur umgebenden Nordsee ist er kalt und salzarm, im Vergleich zum arktischen Wasser jedoch warm und salzreich. Im Winter hat der Strom eine Temperatur von 2 bis 5 °C, die Salinität beträgt weniger als 34,8 ‰. Das durch eine Front getrennte Atlantikwasser der Nordsee ist hingegen über 6 °C warm, der Salzgehalt liegt bei mehr als 35 ‰.
In Jahren, in denen im Winter eine starke Strömung nach Norden fließt, sorgt der Strom dafür, die Eisbildung in der Barentssee stark zu vermindern.

## Gegenstrom
Der warme Oberflächenstrom hat einen kühleren Gegenstrom in der Tiefe des Atlantiks. Dieses Gesamtsystem einer Art „Wärmepumpe“ für die nordeuropäischen Regionen wird von einigen Ozeanwissenschaftlern als fragil eingeschätzt; es ist von den klimatischen Bedingungen für den Golfstrom und auch von den Salzeintragungen und damit von den unterschiedlichen Dichten des Wassers abhängig. Eine Änderung dieses Systems würde, wenn es zusammenbräche, sich zuerst beim Norwegischen Strom bemerkbar machen. Ozeanographen versuchen, das Gesamtsystem auf Rechnern simulativ abzubilden, aber die Ergebnisse sind bislang  widersprüchlich. Klar ist nur, wenn das "Pumpensystem" tatsächlich zusammenbräche, dann würde es in Gesamteuropa erheblich kühler.